# Sharks (Imagine Dragons)
Sharks è un singolo del gruppo musicale statunitense Imagine Dragons, pubblicato il 24 giugno 2022 come secondo estratto dal sesto album in studio Mercury - Act 2.

## Video musicale
Il video musicale del brano, diretto da Drew Kirsch è stato pubblicato in concomitanza con l'uscita del singolo, girato al Casinò di Las Vegas.

## Tracce
Testi e musiche di Dan Reynolds, Wayne Sermon Wayne Sermon, Ben McKee, Daniel Platzman, Robin Fredriksson, Mattias Larsson.
1. Sharks – 3:10

## Classifiche

### Classifiche settimanali
| Classifiche (2022) | Posizione massima |
| ------------------ | ----------------- |
| Belgio (Vallonia)  | 33                |
| Canada             | 92                |
| Francia            | 33                |
| Italia             | 86                |
| Lituania           | 60                |
| Paesi Bassi        | 59                |
| Portogallo         | 188               |
| Repubblica Ceca    | 18                |
| Slovacchia         | 23                |
| Svizzera           | 44                |

### Classifiche di fine anno
| Classifica (2022) | Posizione |
| ----------------- | --------- |
| Belgio (Fiandre)  | 152       |
| Belgio (Vallonia) | 146       |
| Francia           | 197       |